# Lawrence (municipalité rurale)
Pour les articles homonymes, voir Lawrence.
Lawrence est une municipalité rurale du Manitoba située au centre. La population de la municipalité s'établissait à 540 personnes en 2001.

## Démographie
| 2001 | 2006 | 2011 | 2016 |
| ---- | ---- | ---- | ---- |
| 540  | 501  | 456  | 435  |

## Territoire
Les communautés suivantes sont comprises sur le territoire de la municipalité rurale:
- Rorketon
- Toutes Aides

## Référence
- (en) Cet article est partiellement ou en totalité issu de l’article de Wikipédia en anglais intitulé « Rural Municipality of Lawrence » (voir la liste des auteurs).

1. ↑  « Statistique Canada - Profils des communautés de 2006 -    Lawrence » (consulté le 4 juin 2020)
2. ↑  « Statistique Canada - Profils des communautés de 2016 -   Lawrence » (consulté le 3 juin 2020)